# Голден, Трэй
Роберт Уилсон «Трэй» Голден (англ. Robert Wilson "Trae" Golden; род. 19 октября 1993, Паудер Спрингс, Джорджия, США) — американский профессиональный баскетболист, играющий на позиции разыгрывающего защитника.

## Карьера
В сезоне 2017/2018 Голден являлся лидером французского «Ле-Портеля», которому помог дойти до 1/4 финала Кубка Европы ФИБА. Успешная игра позволила Голдену принять участие в декабрьском «Матче Всех Звезд» чемпионата Франции. Его средняя статистика в 34 матчах французской лиги составила 16,4 очка, 4,9 передачи, 3,6 подбора и 0,9 перехвата за 29,8 минуты. В Кубке Европы ФИБА Трэй провёл за «Ле-Портель» 17 встреч, в среднем набирая 15,7 очка, 4,3 передачи, 3,2 подбора и 0,7 перехвата за 25,8 минуты.
В июне 2018 года Голден заключил контракт по схеме «1+1» с «Автодором». В Единой лиге ВТБ Трэй провёл 26 матчей, набирая в среднем 18,5 очка, 8,3 передачи, 2,9 подбора и 0,7 перехвата. В 14 матчах Кубка Европы ФИБА его средняя статистика составила 18,3 очка, 5,9 передачи, 3,0 подбора и 0,8 перехвата.
Сезон 2019/2020 Голден провёл в «Бахчешехир Колежи». В 22 матчах чемпионата Турции Трэй набирал 23,0 очка, 7,8 передачи и 4,3 подбора. В 14 матчах Кубка Европы ФИБА отметился статистикой в 19,7 очка, 8,5 передачи, 2,8 подбора.
В сентябре 2020 года Голден стал игроком «Фуцзянь Сюньсин».

## Личная жизнь
В 2019 году Голден принял участие в записи рэп-альбом «Across The Pond», который выпустил Адам Смит. Альбом посвящён жизни профессионального спортсмена в Европе. Также, в записи приняли участие выступающие в Европе соотечественники Смита Эрик Грин, Зак Ледэй, Джарелл Эдди и Брэндон Шеррод.